# Achtersztag

Achtersztag

Achtersztag (inaczej aftersztag) – lina olinowania stałego, biegnąca od topu lub górnej części masztu w kierunku rufy, a tam zamocowana na pokładzie. Stabilizuje maszt przeciwdziałając siłom pochylającym go do przodu. Achtersztag biegnie w płaszczyźnie symetrii jednostki pływającej. Niekiedy spotyka się achtersztag podwójny wtedy każdy z nich mocowany jest na rufie na jednej z burt. W przypadku ożaglowania gaflowego zamiast achtersztagu stosowana jest jedna lub więcej par baksztagów, aby można było manewrować gaflem. Na dawnych żaglowcach achtersztagiem nazywano linę łączącą topy masztów.